# اندیس میر حسین ۲
میر حسین ۲ یک اندیس فلزی است که در حوالی شهر باشتین استان خراسان قرار دارد و مادهٔ معدنی موجود در آن، مس است.سنگ میزبان این اندیس سرپانتینیت است  در این اندیس، پاراژنز‌های پیریت یافت می‌شوند.